# Bahnhof Töppeln

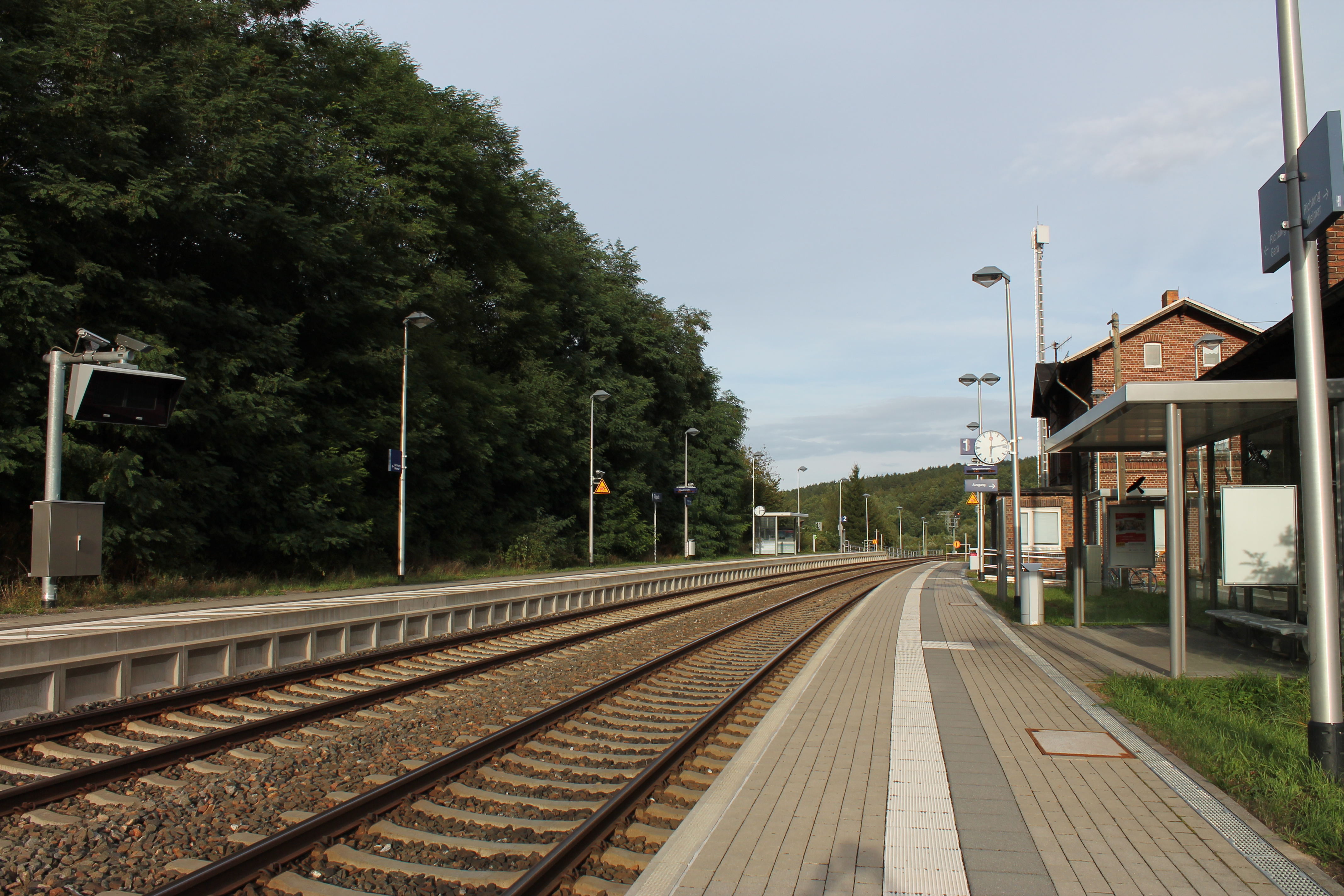
Bahnsteige

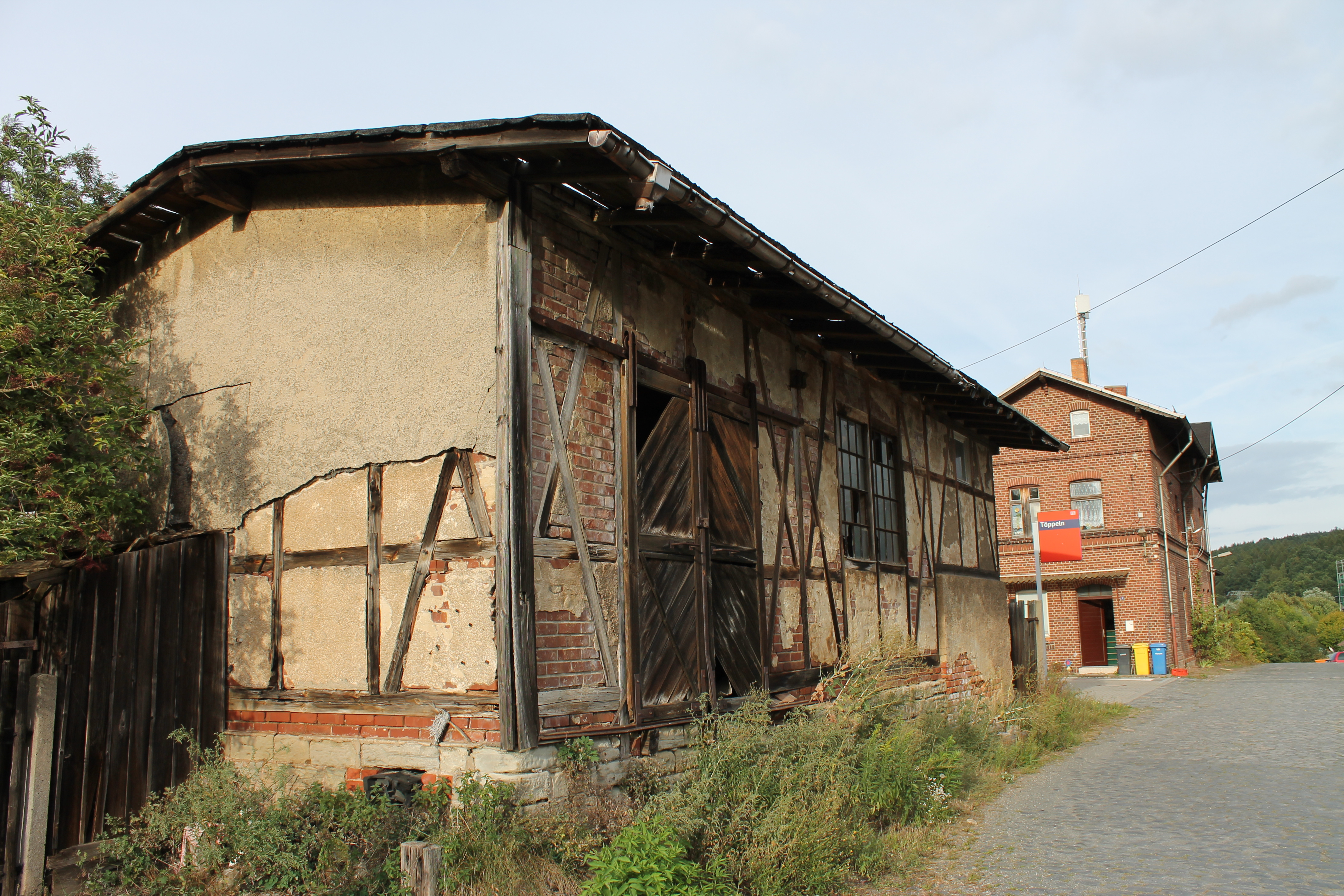
Nebengebäude

Der Bahnhof Töppeln ist ein Haltepunkt zwischen den Bahnhöfen Hermsdorf-Klosterlausnitz – Kraftsdorf und dem Hauptbahnhof Gera an der Bahnstrecke Weimar–Gera (auch Mitte-Deutschland-Verbindung oder „Holzlandbahn“ genannt).

## Geschichte
Bereits im Jahre 1876 eröffnete die Weimar-Geraer Bahn in Töppeln einen Haltepunkt.
Das Empfangsgebäude wurde 1890 stark erweitert; im Spätsommer 1893 folgte ein 101 Meter langes Gleis für den Wagenladungsverkehr, welches am 1. Oktober 1893 in den regelmäßigen Betrieb überging. Ein wichtiges Versandgut war das Holz von den nahen Sägemühlen. Fast zum gleichen Zeitpunkt eröffnete auch die Pappenfabrik Töppeln ihre Produktion, welche die benötigten Rohstoffe ebenfalls per Bahn empfing.
Im Jahre 1905 wurde ein Kreuzungsgleis eingerichtet. Nach Ende des Zweiten Weltkrieges wurde das zweite Streckengleis und ein Bahnsteiggleis in Töppeln ausgebaut. Seit 1953 wurde als Güterkunde noch die Pappenfabrik bedient. In den folgenden Jahren wurde das Ladegleis gekürzt und nach der Einstellung des Güterverkehrs im Jahre 1959 endgültig abgerissen. Nach Wiedereinbau des zweiten Bahnsteiggleises diente der Bahnhof bis zum Wiederaufbau des zweiten Gleises zwischen den Bahnhöfen Kraftsdorf und Töppeln erneut als Kreuzungsbahnhof.
Noch im Bahnhofsbereich der östlichen Ausfahrt überquert die Strecke mittels eines 15 Meter hohen Dammes und einer Brücke den Erlbach, Am Mittag des 10. August 1981 wurden der Damm teilweise und die Brücke vollständig durch ein schweres Unwetter weggerissen. Binnen 10 Tagen wurde eine Behelfsbrücke errichtet, welche den Zugverkehr bis Ende 1984 gewährleistete.
In den Jahren 1984/1985 wurde der Haltepunkt zwar wieder zweigleisig, aber kurz nach dem Haltepunkt ist die Strecke zwischen Töppeln und Gera immer noch eingleisig. Gleichzeitig wurde das mechanische Stellwerk des Bahnhofs durch ein Gleisbildstellwerk der Bauart GS II DR ersetzt. 2003 wurde der Bahnhof Töppeln zu einem Haltepunkt und der Überleitstelle Töppeln umgebaut. Drei Jahre später, im Jahr 2006 ging das Stellwerk Töppeln außer Betrieb. Das Stellwerksgebäude ist bis heute vorhanden und der Bahnbetrieb auf dieser Strecke wird zentral von Leipzig gesteuert.
Zu Reichsbahnzeiten war Töppeln als unbesetzter unselbstständiger Haltepunkt geführt.
Ab 2001 war die Tragfähigkeit der Brücke in der östlichen Bahnhofsausfahrt eingeschränkt. Bis zur Herstellung einer Ersatzbrücke war in diesem Bereich eine Höchstgeschwindigkeit von 10 km/h vorgeschrieben.

## Anlagen

### Empfangsgebäude
Das aus Backsteinen errichtete zweigeschossige Empfangsgebäude besteht aus einem giebelständigen Gebäudeteil, an den in westlicher Richtung ein traufständiger Bau anschließt. Zum Hausbahnsteig vorgelagert besteht ein einstöckiger Anbau mit Flachdach und Unterstand, östlich schließt ein ebenfalls einstöckiger Anbau mit Walmdach und gerade Schleppgaube an. Westlich des Empfangsgebäudes steht ein eingeschossiger, traufständiger Fachwerkbau mit Giebeldach, der dem Güterverkehr diente.

### Bahnsteige und Gleise
Die beiden Seitenbahnsteige sind 110 Meter lang und 55 Zentimeter hoch.

## Verkehr
Die Station Töppeln wird alle zwei Stunden vom Regionalverkehr der RB-Linie 21 (Weimar – Jena West – Jena-Göschwitz – Töppeln – Gera) bedient. Dieser Regionalverkehr wird seit der Fahrplanänderung im Juni 2012 von der Erfurter Bahn durchgeführt und die Linie wurde von RB 21 in EB 21 umbenannt, und zum Fahrplanwechsel am 13. Dezember 2020 wieder in RB 21 rückbenannt.